# Max Bacon (Musiker)
Max Bacon ist ein britischer Rocksänger. Er wurde der breiteren Öffentlichkeit vor allem als Sänger der AOR-Supergroup GTR bekannt, war aber auch Frontmann der weniger populären Bands Moby Dick, Nightwing und Bronz. 

## Frühe Jahre bei Heavy-Metal-Bands (1981–1985)
Moby Dick war eine britische Heavy-Metal-Band, die von 1981 bis 1983 existierte. Sie bestand aus den Brüderpaaren Andrew und Gregg Evans (beide Gitarre) sowie Chris (E-Bass) und Gary Steele (Schlagzeug), sowie dem Sänger Bacon. Sie veröffentlichte im Jahre 1982 eine EP namens Can't Have My Body Tonight.
Nightwing war eine Londoner Heavy-Metal-Band, die zwischen 1980 und 1996 sechs Studio-Alben und ein Live-Album veröffentlichte. Bacon ist auf Stand Up And Be Counted (1983) und My Kingdom Come (1984, produziert von Genesis- und GTR-Gitarrist Steve Hackett) zu hören.
Bronz war ebenfalls eine englische Heavy-Metal-Band. Max Bacon ist auf sämtlichen Veröffentlichungen (Taken By Storm (1984), Unfinished Business (2001) und Live - Getting Higher (2003)) zu hören.

## GTR (1985–1987)
Anfang 1985 holten ihn Steve Hackett und Ex-Yes- und Ex-Asia-Gitarrist Steve Howe als Sänger in ihre neu gegründete AOR-Supergroup GTR. Mit GTR nahm er ein erfolgreiches erstes Album namens GTR auf, das von Howes ehemaligem Asia-Kollegen Geoff Downes produziert wurde. Das Album erzielte Goldstatus in den USA, die erste Single "When The Heart Rules The Mind" verpasste knapp eine Top-10-Platzierung in den US-Billboard Charts. Eine anschließende USA-Tour durch kleinere Hallen wurde ebenfalls ein Erfolg.
Spannungen in der Band führten Ende 1986 dazu, dass Steve Hackett GTR verließ, um seine Solokarriere fortzusetzen. Versuche, GTR ohne ihn fortzuführen, scheiterten, so dass die Urbesetzung der Band sich schließlich auflöste. Howe und Bacon versuchten danach, die Band mit neuen Mitgliedern wiederzubeleben (von Oktober 1986 bis Oktober 1987): unter anderem kam für Hackett der Sänger und Gitarrist Robert Berry. Doch Bacon wollte die Gesangsarbeit nicht teilen und Howe hatte Schwierigkeiten mit Berrys sehr amerikanischem Songwriting-Stil. Berry verließ daraufhin die Band, die sich bald darauf ganz auflöste. In der Zwischenzeit war zwar ein zweites Album aufgenommen worden, wieder mit Downes als Produzent, dieses ist aber bis heute unveröffentlicht, da zwischen den beteiligten Musikern Uneinigkeit darüber besteht, wem die Bänder gehören.
Über Jahre hinweg sind allerdings immer wieder Songs des zweiten Albums aufgetaucht – auf Alben von Steve Howe. Anderson, Bruford, Wakeman, Howe (ABWH), Steve Hackett, Robert Berry, Asia sowie auf Max Bacons Album The Higher You Climb.

## Phenomena (1986)
Nach dem Ende von GTR wurde Bacon von Co-Producer/Manager Wilfried F. Rimensberger für das Allstar-Rock-Projekt Phenomena verpflichtet. Er nahm mehrere Stücke für das "Dreamrunner"-Album von Phenomena II (1986) auf. Das Album war vor allem in Deutschland, Skandinavien, Japan und Südamerika populär, weitere Sänger waren Ray Gillen, Glenn Hughes und John Wetton.

## Solo und Zusammenarbeit mit anderen Musikern (seit 1986)
Nach einem gescheiterten Wiedervereinigungsversuch der Band Asia mit Sänger/Bassist John Wetton, Keyboarder Geoff Downes, Schlagzeuger Michael Sturgis und Gitarrist Scott Gorham (ex-Thin Lizzy) taten sich Downes, Sturgis und Gorham mit Phil Spalding, dem ehemaligen GTR-Bassisten, und Max Bacon zusammen, um Songs für ein Projekt namens Rain zu schreiben, das allerdings nie verwirklicht wurde. Ebenfalls beteiligt war der Songwriter Johnny Warman und ab Anfang 1988 der Sänger und Bassist John Payne, den Downes durch Spalding kennengelernt hatte. 
Rain-Stücke wurden, zum Teil erst Jahre später, auf Alben von Asia, Downes und Bacon veröffentlicht: Während dieser Sessions entstanden unter anderem die Songs Boys From Diamond City (noch vom vorherigen Asia-Neustartversuch übrig geblieben, und von Wetton, später sowohl von Bacon als auch von Payne eingesungen), Who Can Stop The Rain, Someday, Tears (In My Eyes) sowie Moon Under Water (sowohl von Bacon als auch von Payne eingesungen) und The Higher You Climb (zunächst gesungen von Bacon, für eine Version, die auf seinem gleichnamigen Soloalbum erschienen ist, danach von Payne gesungen), die später auf Bacons Solo-Album From The Banks Of The River Irwell erschienen sind. Take No Prisoners vom gleichen Album gehört vermutlich ebenfalls in die Rain-Zeit.
Bacons erstes Solo-Album The Higher You Climb erschien 1996 und war geprägt von Mainstream-Pop-Rock. Es enthielt neben dem Asia-Song The Higher You Climb mit No One Else To Blame und Hungry Warrior zwei GTR-Stücke, die für ein zweites Album dieser Band vorgesehen waren, das jedoch nie zustande gekommen war. Auf The Higher You Climb finden sich auch sämtliche GTR-Bandmitglieder als Musizierende, auch Phil Spalding und Nigel Glockler von der zweiten GTR-Besetzung.
Bacons spätere Kontakte zu den GTR-Musikern umfassten auch den Gitarristen Steve Howe, auf dessen Album Portraits Of Bob Dylan (1999) er den Dylan-Song Going, Going, Gone sang. Er ist außerdem auf Mike Oldfields Alben Islands (1987) und Earth Moving (1989) zu hören (ersteres wurde von GTR-Produzent und Geoff Downes produziert). 
2002 erschien Bacons zweites Solo-Album From The Banks Of The River Irwell. Sechs der Stücke auf diesem Album entstammten noch der Zusammenarbeit mit Downes im Rain-Projekt von 1987/88, außerdem sind musikalische Beiträge von Scott Gorham, Mike Oldfield, Michael Sturgis und Phil Spalding zu hören.

## Diskografie
Solo
- The Higher You Climb (1996)
- From The Banks Of The River Irwell (2002)

Mit Moby Dick
- Can't Have My Body Tonight (7" EP. (Ebon 5))

Mit Nightwing
- Stand Up And Be Counted (1983)
- My Kingdom Come (1984)

Mit Bronz
- Taken By Storm (1984)
- Send Down An Angel (Single, 1984)
- Unfinished Business (2001)
- Live - Getting Higher (2003)

Mit GTR
- GTR (1986)

| Personendaten    | Personendaten         |
| ---------------- | --------------------- |
| NAME             | Bacon, Max            |
| KURZBESCHREIBUNG | britischer Rocksänger |
| GEBURTSDATUM     | 20. Jahrhundert       |